# Accis
Accis var historiskt en vanlig beteckning på skatter som togs ut på varor som tillverkades eller omsattes inom landet, till skillnad från tullar, som togs ut på varor när de passerade (tull)gränsen på väg in eller ut ur landet. En annan historisk skillnad mellan tull och accis var att acciser ofta togs ut lokalt av städerna som en form av "inrikes tull", snarare än av landet/staten. I vissa länder förekom beteckningen oktroj med samma betydelse som accis.
Det vanligaste begreppet i dag för motsvarande skatter är punktskatter. En vara kunde bli föremål för både tull och accis. Detta har i Sverige gällt exempelvis socker. Begreppet konsumtionsskatter har använts som samlingsbeteckning på accis och tull.
Gränsen mellan accis och stämpelmedel var relativt godtycklig, eftersom det senare namnet enbart gällde den yttre formen för skattuttaget.

## Olika typer av accis
Alltefter det stadium på varans väg till konsumenten, där skattuttaget gjordes, kan man urskilja lika former av accis med tillhörande historiska exempel som var aktuella i Sverige i början av 1900-talet:
- Råvaruskatter, till exempel maltskatt
- Tillverknings- eller produktskatter, till exempel sockerskatt, tobaksskatt, brännvinstillverkningsskatt
- Försäljningsskatter, till exempel omsättnings- och utskänkningsskatt på spritdrycker

## Acciser i Sverige
Skatteuttag under beteckningen "Tullar och acciser" var i början av 1900-talet den ena stora underavdelningen under avdelningen "Skatter" på den svenska statsbudgetens intäktssida. Accisernas statsfinansiella betydelse minskade starkt under och närmast efter första världskriget, särskilt genom penningvärdets fall, eftersom de utgick med fasta belopp per varuenhet. In på 1920-talet steg deras betydelse, dock inte till samma relativa ställning som före kriget. Enligt 1920 års räkenskaper utgjorde de 142,6 miljoner kronor och 14,7 procent av statsinkomsterna (exklusive lånemedel) i riksstat och tilläggsstat sammanlagt, medan motsvarande siffror för 1922 var 175,4 miljoner kronor och 24,5 procent.
Även till kommuner och andra offentliga institutioner utgick acciser, t. ex. skogsaccis och skogsvårdsavgift.
1955 infördes en bilaccis som då var 10 procent, men som senare blev ett krontalsbelopp baserat på fordonets vikt. Bilaccisen avskaffades år 2000.